# جماعة اللويدز

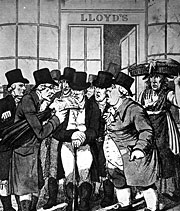
رسم من القرن التاسع عشر لجماعة لويدز

جماعة مقهى اللويدز (بالإنجليزية: Lloyd's Coffee House)‏ هي جماعة تألفت في لندن في أواخر القرن القرن السابع عشر واتخذت اسمها من مقهى افتتحه شخص يدعى ادوارد لويدز عام1688.وكان هذا المقهى بمثابة ناد للمشتغلين بالشئون البحرية ولمتعهدي النقل البحري، قدم لهم خدمات جليله عن طريق جمع اخبارهم لسهولة الأتصال ببعضهم البعض وأخبار البورصة ووصول وقيام السفن من وإلى ميناء لندن .
وتتكون هيئة اللويدز من أعضاء، وتشترط فيمن ينضم إليها اشتراطات خاصة منها أن يكون من أصحاب الثروات الكبيرة، وأن يكون حسن السمعة في المعاملات المالية ويقوم السمسار بتوزيع القسط على المكتتبين كل بنسبة ما اكتتب فيه من الخطر بعد ان يحجز عمولته في حالة وقوع الخطر المؤمن منه يقوم السمسار بتوزيع الخسارة على الأعضاء المكتتبين وتجميعها وسدادها للمستأمن .
تعتبر اللويدز هي السمة البارزة لسوق لندن التأميني بل ان سوق لندن واللويدز اصبحا في عالم التامين يرمزان لشى واحد كما ان اللويدز تعتبر نظاما فريدا في العالم كله يرجع تاريخها إلى (300) سنة ونبين لكم في ايجاز الإطار التنظيمى للويدز، وتتكون من :
1. عدة نقابات أو جماعات تضم عدد من الاعضاء يطلق عليهم –Underwriting
2. يمثل كل جماعة من جماعات اللويدز خبير في قبول التغطيات هو (المكتتب)
3. لاتقبل اى عملية في اللويدز إلا عن طريق سمسار مقيد في سجل السماسرة الخاص باللويدز – Brokers اى ان هيئة اللويدز تتكون من جماعات ومكتتبين وسماسرة .

كانت عضوية جماعات اللويدز تقتصر على البريطانين منذ صدور القانون المنظم للويدز في عام 1871م وفي عام 1968م تم فتح العضوية لغير البريطانين ويعتبر الكويتي سليمان صالح العليان من اوائل العرب كعضو في هيئة اللويدز .

## الاجراءات المتبعة
1. يبحث طالب التأمين عن أحد سماسرة اللويدز، ويطلب منه تغطية خطره نظير عمولة كنسبة من قسط التأمين، ولا يمكن بأي حال من الأحوال أن يغطي أعضاء اللويدز خطرا ما يقدم لهم مباشرة، بل لا بد وأن يكون مقدما عن طريق أحدالسماسرة المعترف بهم والمسجلين لدى هيئة اللويدز
2. يقوم السمسار بتمرير بطاقة الخطر على أعضاء أووكلاء الاكتتاب، فيقوم كل واحد منهم بتغطية نسبة من موضوع الخطر تناسب إمكانياتهالمالية، ويستمر السمسار في تمرير البطاقة حتى يغطي الخطر كله بواسطة المكتتبين.
3. يقوم السمسار بحساب القسط اللازم لتغطية الخطرالمؤمن منه، ثم يطالب المؤمن له بقيمة القسط . ويقوم السمسار بتوزيع القسط على المكتتبين كل بنسبة ما اكتتب فيه من الخطربعد ان يحجز عمولته
4. في حالة وقوع الخطر المؤمن منه يقوم السمسار بتوزيع الخسارة على الأعضاء المكتتبين وتجميعها وسدادها .

## فروعها
- لويد - النمسا
- Germanischer Lloyd, ألمانيا
- Hapag-Lloyd, transportation, ألمانيا
- Hapag-Lloyd Express, airline, ألمانيا
- Hapag-Lloyd Flug, airline, ألمانيا
- Lloyd Aéreo Boliviano, airline, بوليفيا
- Lloyd's List and Lloyd's List Intelligence (formerly Lloyd's MIU), shipping news, لندن
- Lloyd's of London, insurance, London, and the Lloyd's Agency Network they created
- Lloyd's Register, risk assessment and mitigation services and management systems certification (originally maritime), London
- Norddeutscher Lloyd, shipping, ألمانيا, and the Lloyd (car) created by a subsidiary, and the Lloyd Werft dockyard they also own
- P&O Nedlloyd (incorporating Nedlloyd)
- Lloyds Bank (now Lloyds Banking Group) is not named after the London coffee house; it was founded in Birmingham by Sampson Lloyd.